# تحلل الجثة
التحلل هو عبارة عن العملية التي تتحلل فيها الأعضاء والجزيئات المعقدة للأجسام الحيوانية والبشرية إلى مادة عضوية بسيطة مع مرور الوقت. في الفقاريات، عادة ما يتعرف على خمس مراحل من التحلل: طري (جديد)، مرحلة الانتفاخ، تحلل نشط، تحلل متقدم، المرحلة الجافة / هيكل عظمي. يمكن أن تساعد معرفة مراحل التحلل المختلفة المحققين في تحديد فترة ما بعد الوفاة (PMI). يمكن أن يختلف معدل تحلل الرفات البشرية بسبب العوامل البيئية وعوامل أخرى. تشمل العوامل البيئية درجة الحرارة والاحتراق والرطوبة وتوافر الأكسجين. تشمل العوامل الأخرى حجم الجسم، والملابس، وسبب الوفاة.

## المراحل والخصائص
المراحل الخمس من التحلل - المرحلة الأولي (التحلل الذاتي)، ومرحلة الانتفاخ، والتحلل النشط، والتحلل المتقدم، والجاف / الهيكل العظمي - لها خصائص محددة تُستخدم لتحديد المرحلة التي توجد فيها البقايا. توضح هذه المراحل بالرجوع إلى دراسة تجريبية لتحلل جثة خنزير.

### المرحلة الأولى
في هذه المرحلة عادة ما تكون البقايا سليمة وخالية من الحشرات. تبدأ الجثة بالتحلل من خلال برودة الموت (انخفاض في درجة حرارة الجسم حتى الوصول إلى درجة حرارة الغرفة)، وتصلب الموتى (تصلب الأطراف المؤقت بسبب التغيرات الكيميائية في العضلات)، والزرقة الرمية (تجمع الدم على جانب الجسد الأقرب إلى الأرض).

### الانتفاخ
في هذه المرحلة، تبدأ الكائنات الحية الدقيقة الموجودة في الجهاز الهضمي في هضم أنسجة الجسم، وتفرز الغازات التي تسبب انتفاخ الجذع والأطراف، وتنتج مواد كيميائية كريهة الرائحة بما في ذلك البوتريكسين والكادافرين. تتفكك الخلايا في الأنسجة وتطلق إنزيمات تحلل، وقد تصبح الطبقة السطحية من الجلد مرتخية، ما يؤدي إلى هبوطه. ينتج عن تحلل الجهاز الهضمي سائل غامق كريه الرائحة يسمى (سائل التطهير) يخرج من الأنف والفم بسبب ضغط الغاز في الأمعاء. تتميز مرحلة الانتفاخ بتحول في التجمعات البكتيرية من البكتيريا الهوائية إلى الأنواع البكتيرية اللاهوائية.

### التحلل النشط
في هذه المرحلة، تبدأ الأنسجة في التميع ويبدأ الجلد في التحول إلى اللون الأسود. يستهدف الذباب الأزرق الجثث المتحللة في وقت مبكر، باستخدام مستقبلات الرائحة المتخصصة، ويضع بيضه في الفتحات والجروح المفتوحة. يمكن استخدام حجم اليرقات ومرحلة تطورها لإعطاء مقياس للحد الأدنى من الوقت منذ الوفاة. قد يتشكل شمع الشحمية، أو شمع الجثة، ما يمنع المزيد من التحلل.

### التحلل المتقدم
خلال فترة التحلل المتقدم، يتغير لون معظم البقايا وغالبًا ما تتحول إلى اللون الأسود. يكاد التفسخ، الذي تتفكك فيه الأنسجة والخلايا وتتحول إلى سائل بينما يتحلل الجسم، أن يكتمل. يطلق جسم الإنسان المتحلل في الأرض في النهاية ما يقرب من 32 غ من النيتروجين، و10 غ من الفوسفور، و4 غ من البوتاسيوم، و1 غ من المغنيسيوم لكل كيلوغرام من كتلة الجسم الجافة، ما يؤدي إلى تغييرات في كيمياء التربة المحيطة بها والتي قد تستمر لسنوات.

### المرحلة الجافة \ هيكل عظمي
بمجرد توقف الانتفاخ، تنهار الأنسجة الرخوة للبقايا على نفسها. في نهاية التحلل النشط، غالبًا ما تجف البقايا وتبدأ في تكوين هيكل عظمي.